# سومایلا کولیبالی (بازیکن فوتبال، زاده ۱۹۷۸)
سومایلا کولیبالی (انگلیسی: Soumaïla Coulibaly؛ زادهٔ ۱۵ آوریل ۱۹۷۸) بازیکن فوتبال اهل مالی بود.
از باشگاه‌هایی که در آن بازی کرده است می‌توان به باشگاه فوتبال اف‌اس‌وی فرانکفورت، باشگاه ورزشی زمالک، باشگاه فوتبال بروسیا مونشن‌گلادباخ، و باشگاه ورزشی فرایبورگ اشاره کرد.
وی همچنین در تیم ملی فوتبال مالی بازی کرده است.